# Martin Méliande
Pas d'image ? Cliquez ici

a Compétitions nationales et continentales officielles uniquement.

Dernière mise à jour le 24 mai 2025.
Martin Méliande, né le 20 décembre 2001 à Orthez (Pyrénées-Atlantiques), est un joueur français de rugby à XV évoluant aux postes de demi d'ouverture ou d'arrière au Lyon OU.

## Biographie

### Jeunesse et formation
Martin Méliande naît le 20 décembre 2001 à Orthez. Martin Méliande a un frère jumeau, Paul (en). Les frères Méliande grandissent dans la cité de Gaston Fébus, en Béarn, dans une famille sportive, son père pratiquant le football et sa mère le basket-ball.
Martin Méliande débute le rugby à XV à l'US Orthez à l'âge de cinq ans, alors que Paul suit la tradition familiale et s'oriente vers le football à l'Elan béarnais.
En 2015, Martin Méliande rejoint le centre de formation de la Section paloise. Parallèlement, Paul rejoint le Pau Football Club, et les deux frères sont alors internes au Prytanée sportif de Pau. Martin Méliande quitte le centre de formation de la Section au bout d'une année, afin de retourner à l'US Orthez. Paul devient professionnel au Pau FC.
Finalement, en 2020, Martin Méliande rejoint les espoirs du Biarritz olympique Pays basque.

### Carrière professionnelle
Martin Méliande rejoint ensuite l'Union sportive bressane Pays de l'Ain pour la saison 2021-2022 de Pro D2, qu'il contribue à maintenir en Pro D2,.
Il rejoint ensuite le Racing 92 où il évolue à partir de 2022.
Durant la saison 2023-2024, il dispute onze matchs en Top 14 avec le Racing 92, dont quatre en tant que titulaire, et inscrit vingt-trois points. Il participe également à un match de Champions Cup.
Martin Méliande rejoint le Lyon OU en prêt pour la saison 2024-2025. En décembre 2024, il officialise son engagement avec le club lyonnais à partir de la saison 2025-2026 pour un contrat de trois ans.

## Palmarès
- Finaliste de la Challenge Cup en 2025 avec le Lyon OU.